# Wallace Spearmon
Wallace Spearmon, Jr. (Chicago, 24. prosinca 1984.) američki je sprinter na 100 i 200 metara. Osvajač je zlatne medalje na 4x100 metara i bronce na 200 metara iz Osake 2007. te bronce na SP u Berlinu 2009.